# Домела Ньивенхёйс, Казар
Казар Домела Ньивенхёйс известный также как Казар Домела (нидерл. César Domela Nieuwenhuis; 15 января 1900, Амстердам, Нидерланды — 31 декабря 1992, Париж, Франция) — нидерландский художник, график, фотограф.

## Биография
Сын Фердинанда Домелы Ньивенхёйса, видного деятеля нидерландского рабочего движения.
Художник-самоучка. В 1919—1923 жил в Асконе (Швейцария). Не имея формального, художественного образования, ранние работы — пейзажи и натюрморты, написанные с натуры, исполнены им в очень стилизованной манере, сведены к геометрическим формам. Писал под влиянием, в большой степени, кубизма.
В 1923, после пребывания в Париже, работал в Асконе и Берне, где создал свои первые абстрактные композиции. Развивая конструктивистский стиль, в 1923 переехал в Берлин, где сблизился с членами влиятельной «Ноябрьской группы» и принял участие в берлинской выставке.
В 1924 году он стал самым молодым членом общества художников «Стиль», тесно сотрудничал со знаменитым Тео ван Дусбургом и Питом Мондрианом. Работа с ними предопределила обращение художника к неопластическим композициям, которые он выставил в том же году на первой персональной выставке в Гааге в галерее Андретсх. Затем Домела вернулся в Берлин, где создал свои первые трехмерные картины-рельефы, которые, оставаясь неопластическими, постепенно освобождаются от строгого геометризма Мондриана. В Париже, куда он приехал в 1933, Домела исполнил большую серию полихромных рельефов, вначале конструктивистских, а потом более мягких, в которые он вводит самые разные материалы: дерево, медь, сталь, а также фотомонтажи и вырезки газетных объявлений и, особенно, пластик. Его рельефы в течение нескольких лет сопровождались вариациями в гуаши, темой которых стала колористическая символика.
В 1934 году им была открыта студия шелкографии для гравюр. В 1936 году Домела принял участие в выставке кубизма и абстрактного искусства в Музее современного искусства в Нью-Йорке .
Большие ретроспективные выставки работ Домелы прошли в 1972 в Кунстверайне в Дюссельдорфе и в 1987 в Музее современного искусства города Парижа.
Экспериментируя с типографскими работами, получил заказ на производство рекламы в Германии, но после прихода Гитлера к власти бежал из Берлина в Париж, где оставался до своей смерти в 1992 году.

## Избранные работы
- Абстракция (1923, частное собрание)
- Неопластическая композиция (1930, Гаага, Муниципальный музей)
- Рельеф (1937, Нью-Йорк, Музей Соломона Гуггенхайма)
- Рельеф (1946, Государственный музей современного искусства (Париж), Центр Помпиду)